# Чемпионат СССР по вольной борьбе 1990
46-й Чемпионат СССР по вольной борьбе проходил в Улан-Удэ в 1990 году.

## Медалисты
| Весовая категория   | Золото                       | Серебро                       | Бронза                        |
| ------------------- | ---------------------------- | ----------------------------- | ----------------------------- |
| Наилегчайший вес    | Сергей Карамчаков Красноярск | Юрий Мамышев Абакан           | Намик Абдуллаев Баку          |
| Легчайший вес       | Сергей Замбалов Улан-Удэ     | Аслан Агаев Баку              | Михаил Кушнир Львов           |
| Полулёгкий вес      | Руслан Караев Махачкала      | Сеник Бабаханян Белая Церковь | Сергей Смаль Гомель           |
| Лёгкий вес          | Гаджи Рашидов Махачкала      | Газихан Азизов Волгоград      | Александр Бардаханов Улан-Удэ |
| 1-й полусредний вес | Артур Муталибов Махачкала    | Борис Будаев Улан-Удэ         | Степан Саркисян Кировокан     |
| 2-й полусредний вес | Арсен Фадзаев Владикавказ    | Адлан Вараев Грозный          | Насыр Гаджиханов Махачкала    |
| 1-й средний вес     | Автандил Гоголишвили Тбилиси | Эльмади Жабраилов Махачкала   | Александр Савко Гродно        |
| 2-й средний вес     | Дзамболат Тедеев Москва      | Абек Бисултанов Грозный       | Рудик Арутюнян Москва         |
| Полутяжёлый вес     | Андрей Головко Черкесск      | Лери Хабелов Тбилиси          | Олег Ладик Киев               |
| Тяжёлый вес         | Заза Турманидзе Тбилиси      | Алексей Медведь Минск         | Давид Гобеджишвили Тбилиси    |